# Anja Zimmermann
Anja Zimmermann (* 1968) ist eine deutsche Kunsthistorikerin.

## Leben
Sie studierte Kunstgeschichte, empirische Kulturwissenschaft und Pädagogik in Würzburg und Tübingen. Nach der Promotion 1999 an der Universität Tübingen (Konrad Hoffmann) über Abject Art war sie von 1996 bis 1999 Freie Mitarbeiterin am New Museum of Contemporary Art. Von 1999 bis 2005 war sie wissenschaftliche Assistentin für Kunstgeschichte an der Universität Hamburg. Nach der Habilitation 2006 an der Universität Hamburg (Ästhetik der Objektivität) hatte sie von 2006 bis 2012 Vertretungsprofessuren und Lehraufträge in Hamburg, Klagenfurt, Bern, Wien und Zürich. Von 2009 bis 2012 war sie Heisenberg-Stipendiatin an der Universität Oldenburg, Institut für Kunstgeschichte und visuelle Kultur. Von 2013 bis 2014 vertrat sie eine Professur an der LMU.
Ihre Schwerpunkte sind Kunst und Kunstgeschichte der Moderne und Gegenwart mit den Schwerpunkten Kunst und Naturwissenschaften; Geschlechtererforschung und Wissenschaftsgeschichte.

## Schriften (Auswahl)
- Skandalöse Bilder – skandalöse Körper. Abject art vom Surrealismus bis zu den Culture Wars. Berlin 2001, ISBN 3-496-01226-9.
- als Herausgeberin: Kunstgeschichte und Gender. Eine Einführung. Berlin 2006, ISBN 3-496-01309-5.
- Ästhetik der Objektivität. Genese und Funktion eines wissenschaftlichen und künstlerischen Stils im 19. Jahrhundert. Bielefeld 2009, ISBN 978-3-89942-860-5.
- als Herausgeberin: Biologische Metaphern. Zwischen Kunst, Kunstgeschichte und Wissenschaft in Neuzeit und Moderne. Berlin 2014, ISBN 978-3-496-01480-5.
- Brust. Geschichte eines politischen Körperteils, Klaus Wagenbach, Berlin 2023, ISBN 978-3-8031-3732-6.